# Parthenium
Parthenium là một chi thực vật có hoa trong họ Cúc (Asteraceae).

## Loài
Chi Parthenium gồm các loài: